# Polarzelle

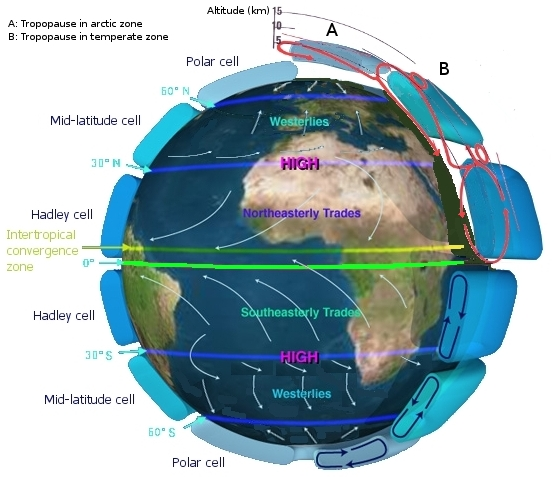
Planetare Zirkulation

Die Polarzelle bildet zusammen mit der Hadley-Zelle und der Ferrel-Zelle ein System der Planetaren Zirkulation in der Troposphäre.
Schematisch liegt der Ursprung der Polarzelle im Abwärtsfließen kalter trockener Luftmassen über den Polarregionen, wodurch der Luftdruck erhöht wird. In Bodennähe fließen diese Luftmassen dann Richtung Äquator, wobei sie durch die Corioliskraft schräg nach Westen abgelenkt werden. Etwa am 60. Breitengrad haben sie sich genügend erwärmt, um wieder aufsteigen zu können und an der Tropopause entlang zu den Polarregionen zurückzukehren.
Die Polarzelle wird in Richtung Äquator durch instabile Rossby-Wellen mit Polarfronten von der Ferrel-Zelle getrennt.